# Teoria do caos

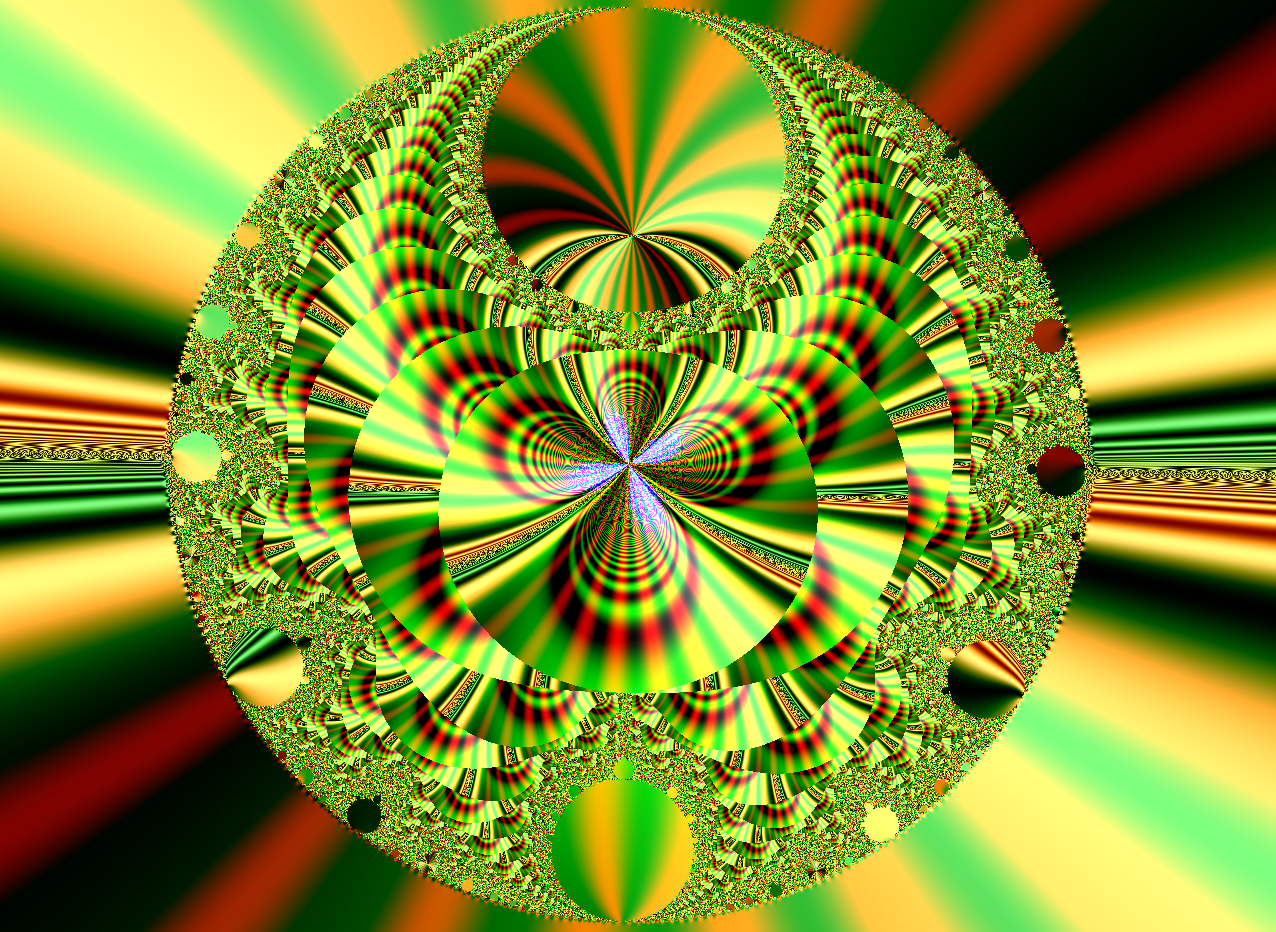
Os fractais são representantes matemáticos de padrões aparentemente complicados mas que podem ser gerados por leis de evolução simples, como previsto pela teoria do caos.

A teoria do caos é um campo de estudo em matemática, com aplicações em várias disciplinas, incluindo  física, engenharia, economia, biologia e filosofia. A teoria do caos trata de sistemas complexos e dinâmicos rigorosamente deterministas, mas que apresentam um fenômeno fundamental de instabilidade chamado sensibilidade às condições iniciais que, modulando uma propriedade suplementar de recorrência, torna-os não previsíveis na prática a longo prazo.
Pequenas diferenças nas condições iniciais, tais como as causadas por erros de arredondamento em computação numérica, produzem resultados amplamente divergentes para tais sistemas dinâmicos, tornando a previsão a longo prazo impossível, em geral. Isso acontece apesar de estes sistemas serem deterministas, o que significa que seu comportamento futuro é totalmente determinado por suas condições iniciais, sem elementos aleatórios envolvidos. Em outras palavras, a natureza determinista desses sistemas não os torna previsíveis. Este comportamento é conhecido como caos determinístico, ou simplesmente caos. 
A alta sensibilidade às condições iniciais dá, ao sistema não linear, a característica de instabilidade, o que faz com que seja incorretamente confundido com um sistema aleatório. A formação de uma nuvem no céu, por exemplo, pode ser desencadeada e se desenvolver com base em centenas de fatores que podem ser o calor, a pressão, a evaporação da água, os ventos, o tempo e o clima, condições do Sol, os eventos sobre a superfície e inúmeros outros. Se as condições de todos estes fatores forem conhecidas com exatidão no momento presente, o exato formato de uma nuvem no futuro pode ser previsto com exatidão. Porém, como as condições atuais exatas não são conhecidas, o comportamento futuro também é difícil de prever.
Além disso, mesmo que o número de fatores influenciando um determinado resultado seja pequeno, ainda assim a ocorrência do resultado esperado pode ser instável, desde que o sistema seja não linear.
A consequência desta instabilidade dos resultados é que mesmo sistemas determinísticos (os quais têm resultados determinados por leis de evolução bem definidas) apresentam uma grande sensibilidade a perturbações (ruído) e erros, o que leva a resultados que são, na prática, imprevisíveis, embora não sejam aleatórios. Enquanto o comportamento futuro do sistema caótico pode ser determinado se as condições iniciais forem perfeitamente conhecidas, o mesmo não ocorre com um sistema aleatório. Mesmo em sistemas nos quais não há ruído, erros microscópicos na determinação do estado inicial e atual do sistema podem ser amplificados pela não linearidade ou pelo grande número de interações entre os componentes, levando a um comportamento futuro difícil de prever. É o que se chama de "Caos Determinístico"
A dificuldade de se conhecer o estado presente com exatidão leva à necessidade de modelar o sistema não linear como aleatório, em algumas situações, quando os detalhes do comportamento não são de interesse, embora ele seja, na realidade, determinístico. Ou seja, embora a descrição da mecânica clássica e relativística seja determinística, a complexidade da maioria dos sistemas leva a uma abordagem na qual a maioria dos graus de liberdade microscópicos é tratada como ruído (variáveis estocásticas, ou seja, que apresentam valores aleatórios) e apenas algumas variáveis são analisadas com uma lei de comportamento determinada, mais simples, sujeita à ação deste ruído. Este método foi utilizado por Einstein e Paul Langevin no início do século XX para compreender o movimento browniano.
Pois, é exatamente isso que os matemáticos querem prever: o que as pessoas pensam que é acaso mas, na realidade, é um fenômeno que pode ser representado por equações. Alguns pesquisadores já conseguiram chegar a algumas equações capazes de simular o resultado de sistemas como esses. Ainda assim, a maior parte desses cálculos prevê um mínimo de constância dentro do sistema, o que normalmente não ocorre na natureza.
Os cálculos envolvendo a teoria do caos são utilizados para descrever e entender fenômenos meteorológicos, crescimento de populações, variações no mercado financeiro e movimentos de placas tectônicas, entre outros. Uma das mais conhecidas bases da teoria é o chamado "efeito borboleta", teorizado pelo matemático Edward Lorenz, em 1963.

## Ideia inicial
A ideia é que uma pequena variação nas condições em determinado ponto de um sistema dinâmico pode ter consequências de proporções inimagináveis. A exemplo, o bater de asas de uma borboleta no Brasil pode provocar um furacão no Texas. Embora esse seja um exemplo superlativo, considerando-se a incapacidade de prever os eventos consequenciais de um inicial num espaço com múltiplas variáveis que interagem entre si, em última análise, não é impossível o bater de asas da borboleta causar um furacão, e é nisso que se baseia o raciocínio empírico inicial para a teoria do caos.

## Galileu, Newton e Laplace
Galileu Galilei introduziu algumas das bases da metodologia científica presas à simplicidade da obtenção de resultados.
Segundo aquela metodologia, a ciência continuou gradualmente a sua expansão em direção à determinação das realidades físicas.  
Com Isaac Newton, surgiram as leis que regem a Mecânica determinista Clássica e a determinação de que a posição espacial de duas massas gravitacionais poderia ser prevista. Havendo portanto uma explicação plausível da órbita terrestre em relação ao Sol. 
Portanto, o comportamento de três corpos gravitacionais poderia ser perfeitamente previsível, apesar do trabalho aumentado em função de mais dados inseridos para a execução dos cálculos necessários à determinação de posição.
Porém, ao se acrescentarem mais corpos massivos para as determinações de posições, começaram a ocorrer certos desvios imprevisíveis. Newton traduziu estes desvios ou efeitos através de equações diferenciais que mostravam que o sistema em sua evolução tendia para a formação de um sistema de equações diferenciais não lineares.

## Gravitação
Ao se encontrar, no estudo do sistema gravitacional, equações diferenciais não lineares, estas se tornavam impossíveis de ser resolvidas.
Laplace afirmou que "...(sic) uma inteligência conhecendo todas as variáveis universais em determinado momento, poderia compor, numa só fórmula matemática, a unificação de todos os movimentos do Universo. Consequentemente, deixariam de existir, para esta inteligência, o passado e o futuro, pois, aos seus olhos, todos os eventos seriam resultantes do momento presente."
Perseguindo a harmonia da física de então, na busca de uma resposta para a unificação da natureza, Laplace formulou e desenvolveu os princípios da teoria das probabilidades, trabalhou nas equações diferenciais, criou a transformada de Laplace além de estudar a equação de Laplace.

## Henri Poincaré
Henri Poincaré, em 1880 aproximadamente, pesquisou os problemas relacionados à impossibilidade de resolução das equações diferenciais não lineares, na busca das leis da uniformidade e da unificação dos sistemas físicos. Seu objetivo era descrever o que ocorreria matematicamente quando da introdução de uma massa gravitacional complementar num sistema duplo, isto é, passando a análise de dois para três corpos gravitacionais interagindo mutuamente. Verificou que numa análise mais ampla, não se atendo a detalhes quantitativos e fazendo comparações qualitativas, isto é, enxergando o sistema como um todo. Acabou descobrindo que os sistemas de massas gravitacionais triplas evoluíam sempre para formas cujo equilíbrio era irregular. As órbitas mútuas tendiam a não ser periódicas, tornavam-se complexas e irregulares. 
Poincaré descobriu que ao invés de existirem órbitas ordenadas, equilibradas e regulares, ou um sistema equilibrado e harmônico, o que ocorriam eram sistemas verdadeiramente desestabilizados, onde o que prevaleceria não era a ordem natural, e sim o caos, a confusão, pois os movimentos se tornavam aparentemente aleatórios. 
Os resultados observados que levavam à confusão e à desarmonia, não condiziam com a harmonia que ocorria na mecânica clássica. Poincaré neste seu trabalho acabou por descobrir uma possibilidade da existência de um sistema desordenado, com variáveis ao acaso. Na época não houve um interesse prático na sua teoria de órbitas irregulares, sendo muitas vezes considerada a teoria uma aberração matemática. Continuaram havendo alguns estudos esparsos por outros matemáticos, porém como curiosidade sobre os Sistemas dinâmicos não lineares.

## Teoria
Um conjunto de objetos estudados que se inter-relacionem é chamado de sistema. Entre os sistemas consideram-se duas categorias: lineares e não lineares, que divergem entre si na sua relação de causa e efeito. Na primeira, a resposta a um distúrbio é diretamente proporcional à intensidade deste. Já na segunda, a resposta não é necessariamente proporcional à intensidade do distúrbio, e é esta a categoria de sistemas que servem de objeto à teoria do caos, sendo mais conhecidos como sistemas dinâmicos não lineares. 
Esta teoria estuda o comportamento de sistemas cujo estado futuro é difícil de prever. 
Uma das ideias centrais desta teoria, é que os comportamentos casuais também são governados por leis e que estas podem predizer dois resultados para uma entrada de dados. O primeiro é uma resposta ordenada, lisa e cognitiva. Sendo que o futuro dos eventos ocorre dentro de margens estatísticas de erros previsíveis. O segundo é uma resposta também ordenada, onde porém a resultante futura dos eventos é corrugada, onde a superfície é áspera, caótica, ou seja, ocorre uma contradição neste ponto onde é previsível que os resultados de um determinado sistema serão caóticos.

## Efeito Borboleta
O efeito da realimentação do erro foi chamado mais tarde por Lorenz de  Efeito Borboleta, ou seja, uma dependência sensível dos resultados finais às condições iniciais da alimentação dos dados. Assim, havendo uma distância, mesmo que ínfima, entre dois pontos iniciais diferentes, depois de um tempo os pontos estariam completamente separados e irreconhecíveis.
Normalmente, este efeito é ilustrado com a noção de que o bater das asas de uma borboleta num extremo do globo terrestre, pode provocar uma tormenta no outro extremo no intervalo de tempo de semanas.
É por esse motivo que as previsões meteorológicas possuem erros. Para evitar tais erros, precisaríamos de medidas exatas de muitas variáveis (pressão, temperatura...) em praticamente todos os pontos do globo terrestre, o que, atualmente, é impraticável. Além da falta de medidas, as medidas tomadas possuem, ainda, um certo grau de erro, gerando os problemas que conhecemos para as previsões.

## Equações de Lorenz
Edward Lorenz, continuando em sua pesquisa dos sistemas dinâmicos, elegeu três equações que acabaram por ficar conhecidas como Equações de Lorenz para representar graficamente o comportamento dinâmico através de computadores.  
- Equações de Lorenz:
  - {\displaystyle \left\{{\begin{matrix}{\dot {x}}&=&10(y-x)\\{\dot {y}}&=&28x-y-xz\\{\dot {z}}&=&-(8/3)z+xy\end{matrix}}\right.}

Lorenz continuou observando os efeitos caóticos, notou que variações muito pequenas aleatórias poderiam gerar um efeito dominó que elevava o grau de incerteza em eventos futuros, realimentando os graus de aleatoriedade. 
Desenvolveu teorias que demonstravam que a partir de variações mínimas havia acelerações nas precipitações de dados em determinadas direções que mudavam completamente o resultado de uma determinada experiência.
Em função de suas constatações o meteorologista chegou à conclusão que as previsões de fenômenos climáticos só poderiam adquirir certo grau de precisão utilizando equações matemáticas que levassem em conta o alto grau de incerteza nos eventos.
Fatos podem ser alterados a partir das mais simples reações.

## Atrator
Um atrator é um ponto (ou o conjunto dos pontos atratores, dependendo o contexto) para o qual toda órbita que passar por um ponto suficientemente próximo converge para o ponto, isto é, fica indefinidamente próximo bastando para isso esperar um tempo suficiente.
No caso de um campo de vetores, um atrator é sempre uma singularidade: Se o atrator for o estado inicial, ele será o estado atingido para todo tempo passado e futuro.
Por exemplo, uma bola rolando por uma superfície plana com atrito para. O atrator desse sistema dinâmico é o conjunto dos pontos (ou estados) em que a bola está parada.

## Atrator estranho

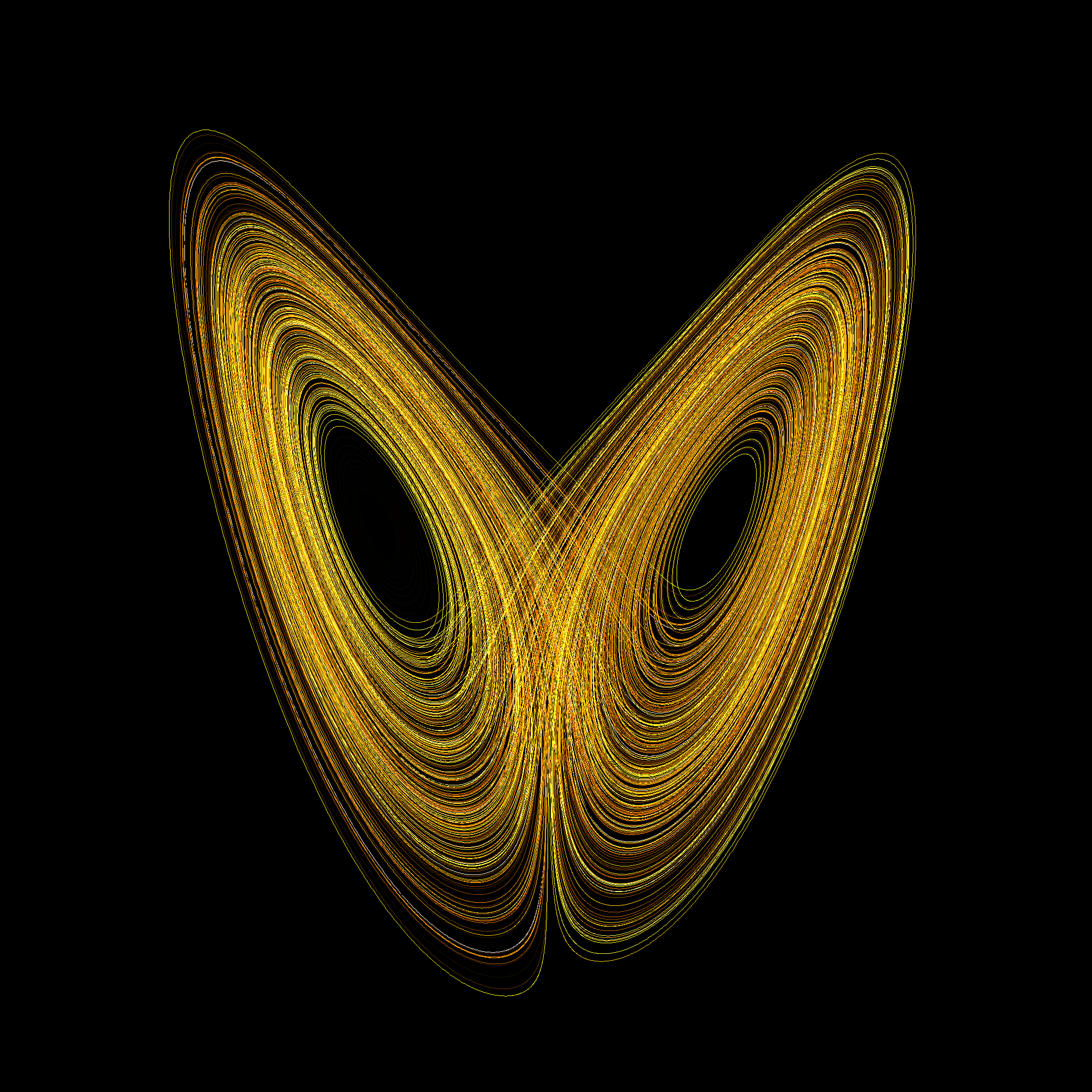
Atrator estranho de Lorenz

Ao observarmos os resultados dos estados das Equações de Lorenz e os representarmos num gráfico tridimensional, observaremos que haverá uma convergência em direção a algo que se chama atrator estranho.
A convergência não será simples como nos casos prescritos para o caso bidimensional pelo teorema de Poincaré-Bendixson. A órbita de um ponto genérico se aproximará dos dois pontos (que são singularidades do campo) alternadamente. E quanto mais avançamos na órbita, certos padrões semelhantes a conjuntos de Cantor aparecem nas interseções.

## Década de 1980
Até a década de 1980, os físicos defendiam a tese de que o universo era governado por leis precisas e estáticas, portanto os eventos nele ocorridos poderiam ser previstos. Porém a teoria do caos mostrou que certos eventos universais podem ter ocorrido de modo aleatório.
Quando se estudam os mecanismos que procuram descrever a teoria do caos, os pesquisadores se deparam com o imprevisível em todos os momentos e em todas as partes do desenvolvimento teórico.
Bons exemplos de sistemas caóticos são o crescimento de lavouras e a formação de tempestades, onde qualquer pequena alteração, direção, velocidade de ventos por exemplo, pode provocar grandes mudanças num intervalo de tempo maior.

## Atratores e fractais
Os fractais são figuras da geometria não Euclidiana. A partir dos estados de um determinado sistema onde existem variáveis tais como massa, pressão, temperatura, velocidade, posição etc., estes podem ser representados por coordenadas, num determinado espaço cuja configuração pode ser considerada multidimensional, de um ponto cujas coordenadas são determinadas pelas variáveis. Na física clássica, podemos descrever o comportamento de um sistema dinâmico geometricamente como o movimento de um atrator. Já nos sistemas considerados caóticos, os atratores são denominados atratores estranhos, isto ocorre pelo elevado grau de incerteza dos resultados destes sistemas. 
Os atratores estranhos devem ter estruturas detalhadas em todas as escalas de magnificação. Em função disto foi desenvolvido um modelo conceitual chamado fractal, que tem uma forma geométrica complexa e exibe uma formação estrutural que tem uma propriedade chamada de autossimilaridade. Estes sistemas complexos tornaram possível o progresso no processamento de dados gráfico.

### Ideias básicas
As ideias que devem ser levadas em conta num sistema caótico básico são três:
- Atratores
- Espaço de fase
- Fractais

## Aplicações
Embora a teoria do caos tenha nascido da observação de padrões climáticos, ela se tornou aplicável a uma variedade de outras situações. Algumas áreas que se beneficiam da teoria do caos hoje são geologia, matemática, biologia, ciência da computação, economia, engenharia, finanças, meteorologia, filosofia, antropologia, física, política, dinâmica populacional, psicologia, e robótica. Algumas categorias são listadas abaixo com exemplos, mas esta não é uma lista abrangente, pois novas aplicações estão aparecendo.

### Criptografia
A teoria do caos foi usada por muitos anos na criptografia. Nas últimas décadas, o caos e a dinâmica não linear foram usados no projeto de centenas de criptográficas primitivas. Esses algoritmos incluem algoritmos de criptografia de imagem, funções hash, geradores de números pseudo-aleatórios seguros, cifras de fluxo, marca d'água e esteganografia. A maioria desses algoritmos é baseada em mapas caóticos unimodais e uma grande parte desses algoritmos usa os parâmetros de controle e a condição inicial dos mapas caóticos como suas chaves. De uma perspectiva mais ampla, sem perda de generalidade, as semelhanças entre os mapas caóticos e os sistemas criptográficos são a principal motivação para o projeto de algoritmos criptográficos baseados no caos. Um tipo de criptografia, chave secreta ou chave simétrica, depende de difusão e confusão, que é bem modelada pela teoria do caos. Outro tipo de computação, a computação de DNA, quando combinada com a teoria do caos, oferece uma maneira de criptografar imagens e outras informações. Muitos dos algoritmos criptográficos do DNA-Chaos provaram ser inseguros ou a técnica aplicada é sugerida como ineficaz.

### Robótica
A robótica é outra área que se beneficiou recentemente da teoria do caos. Em vez de robôs atuando em um tipo de refinamento de tentativa e erro para interagir com seu ambiente, a teoria do caos foi usada para construir um modelo preditivo. Dinâmicas caóticas foram exibidas por robôs bípedes que andam passivos.

### Biologia
Por mais de cem anos, os biólogos têm acompanhado populações de diferentes espécies com modelos populacionais. A maioria dos modelos é contínua, mas recentemente os cientistas foram capazes de implementar modelos caóticos em certas populações. Por exemplo, um estudo sobre modelos de lince canadense mostrou que havia um comportamento caótico no crescimento populacional. O caos também pode ser encontrado em sistemas ecológicos, como a hidrologia. Embora um modelo caótico para hidrologia tenha suas deficiências, ainda há muito a aprender olhando os dados através das lentes da teoria do caos. Outra aplicação biológica é encontrada na cardiotocografia. A vigilância fetal é um equilíbrio delicado entre a obtenção de informações precisas e a menos invasiva possível. Melhores modelos de sinais de alerta de hipóxia neonatal podem ser obtidos por meio de modelagem caótica.

### Economia
É possível que os modelos econômicos também possam ser melhorados por meio da aplicação da teoria do caos, mas prever a saúde de um sistema econômico e quais fatores o influenciam mais é uma tarefa extremamente complexa. Os sistemas econômicos e financeiros são fundamentalmente diferentes daqueles nas ciências naturais clássicas, uma vez que os primeiros são inerentemente estocásticos por natureza, pois resultam das interações das pessoas e, portanto, os modelos determinísticos puros provavelmente não fornecerão representações precisas dos dados. A literatura empírica que testa o caos em economia e finanças apresenta resultados muito mistos, em parte devido à confusão entre testes específicos para caos e testes mais gerais para relações não lineares.
O caos pode ser encontrado na economia por meio da análise de quantificação de recorrência. De fato por meio do chamado índice de correlação de quantificação de recorrência foram capazes de detectar mudanças ocultas nas séries temporais. Em seguida, a mesma técnica foi empregada para detectar as transições das fases laminar (regular) para as turbulentas (caóticas), bem como as diferenças entre as variáveis macroeconômicas e destacar as características ocultas da dinâmica econômica. Finalmente, o caos pode ajudar na modelagem de como a economia opera, bem como na incorporação de choques devido a eventos externos, como COVID-19. Para uma conta atualizada sobre as ferramentas e os resultados obtidos calibrando empiricamente e testando modelos caóticos determinísticos (por exemplo, Kaldor-Kalecki, Goodwin, Harrod, Orlando et al.)